# Adolf von Hecker
Adolf Hecker, ab 1913 von Hecker, (* 2. November 1852 in Haiger; † 2. März 1924 in Biedenkopf) war ein preußischer Obergeneralarzt mit dem Rang eines Generalleutnants.

## Leben
Hecker besuchte das Gymnasium Philippinum Weilburg. Als Primaner war im Deutsch-Französischen Krieg Krankenpfleger im Felde. Nach dem Abitur begann er die militärärztliche Laufbahn in der preußischen Armee. Er trat am 25. April 1872 in das Friedrich-Wilhelms-Institut und wurde Mitglied des Pépinière-Corps Franconia. Am 5. Februar 1876 wurde er an der Friedrich-Wilhelms-Universität zu Berlin zum Dr. med. promoviert. Am 15. Februar 1876 schied er aus dem Friedrich-Wilhelms-Institut aus. Er wurde am 17. April 1877 zum Assistenzarzt befördert und kam als Stabsarzt zum Niederrheinischen Füsilier-Regiment Nr. 39 in Düsseldorf. Nachdem er Generalarzt und Korpsarzt beim X. Armee-Korps gewesen war, wurde er am 19. Juli 1911 zum Obergeneralarzt befördert und zum Inspekteur der 4. Sanitäts-Inspektion in Straßburg ernannt. Anlässlich des 25-jährigen Regierungsjubiläums von Kaiser Wilhelm II. wurde Hecker am 16. Juni 1913 in den erblichen preußischen Adelsstand erhoben. Während des Ersten Weltkriegs fungierte er als Inspekteur der Kriegs-Sanitäts-Inspektion. Auf sein Gesuch hin wurde er am 1. September 1916 mit der gesetzlichen Pension zur Disposition gestellt.

## Familie
Hecker hatte sich am 19. Juni 1879 in Bünde mit Johanna Steinmeister (* 1856) verheiratet. Sie war die Tochter des Fabrikanten August Steinmeister (1820–1874). Aus der Ehe gingen drei Söhne hervor:
- Adolph (1881–1914), preußischer Hauptmann
- Walter, Oberregierungsrat

⚭ I. 1917 Ilse von Schnitzler
⚭ II. 1921 Margarethe Antonie Schuster, verwitwete von Staff
- Hans (* 1888), Professor und Chefarzt am Landeskrankenhaus Kassel

## Werke
- Aus dem Leben und Treiben der Studierenden des Friedrich-Wilhelms-Instituts in den 70er Jahren. (Erinnerungsblätter zur 100jährigen Stiftungsfeier der militärärztlichen Bildungsanstalten). E. S. Mittler & Sohn, Berlin 1895.
- Altes und Neues über die Infektionsquellen und Uebertragungswege des Tetanus unter besonderer Berücksichtigung militärischer Verhältnisse. Gedenkschrift für Rudolf von Leuthold. Hirschwald, Berlin 1906.
- Beiträge zur Lehre von der sog. „Weilschen Krankheit“. Klinische und ätiologische Studien an der Hand einer Epidemie in dem Standorte Hildesheim während des Sommers 1910. Springer, Berlin Heidelberg 1911 (GoogleBooks).

## Weblink
- Hecker, Adolph von. Hessische Biografie.  In: Landesgeschichtliches Informationssystem Hessen (LAGIS).